# Jean Laudet
Jean Maurice Laudet, född 5 augusti 1930 i Nevers, är en fransk före detta kanotist.
Laudet blev olympisk guldmedaljör i C-2 10000 meter vid sommarspelen 1952 i Helsingfors.